# Андол
Андол (словен. Andol) — невелике поселення в общині Рибниця, регіон Південно-Східна Словенія, Словенія. Належить до історичного регіону Нижня Крайна. Населення складає всього 18 осіб. 
В Андолі народився відомий письменник і священик Франк Якліч.